# Metrosideros robusta
El  árbol rata del norte  (Metrosideros robusta), es endémico de los grandes bosques de Nueva Zelanda. En ese país se les llama rata a los árboles del género Metrosideros, el término rata se deriva del vocablo del idioma maorí rātā y nada tiene que ver su nombre con los roedores. Crece hasta 25 m o más, y usualmente inicia su vida como hemi-epífita en las ramas de un árbol maduro, por muchos años el joven árbol manda enrolladoras raíces hacia abajo y alrededor del tronco de su huésped, eventualmente formando un macizo, y con frecuencia un pseudotronco hueco compuesto de raíces pegadas. En terrenos alterados o en espacios abiertos en la cobertura boscosa, el árbol rata del norte crece con un tronco normal pero corto. 

## Distribución

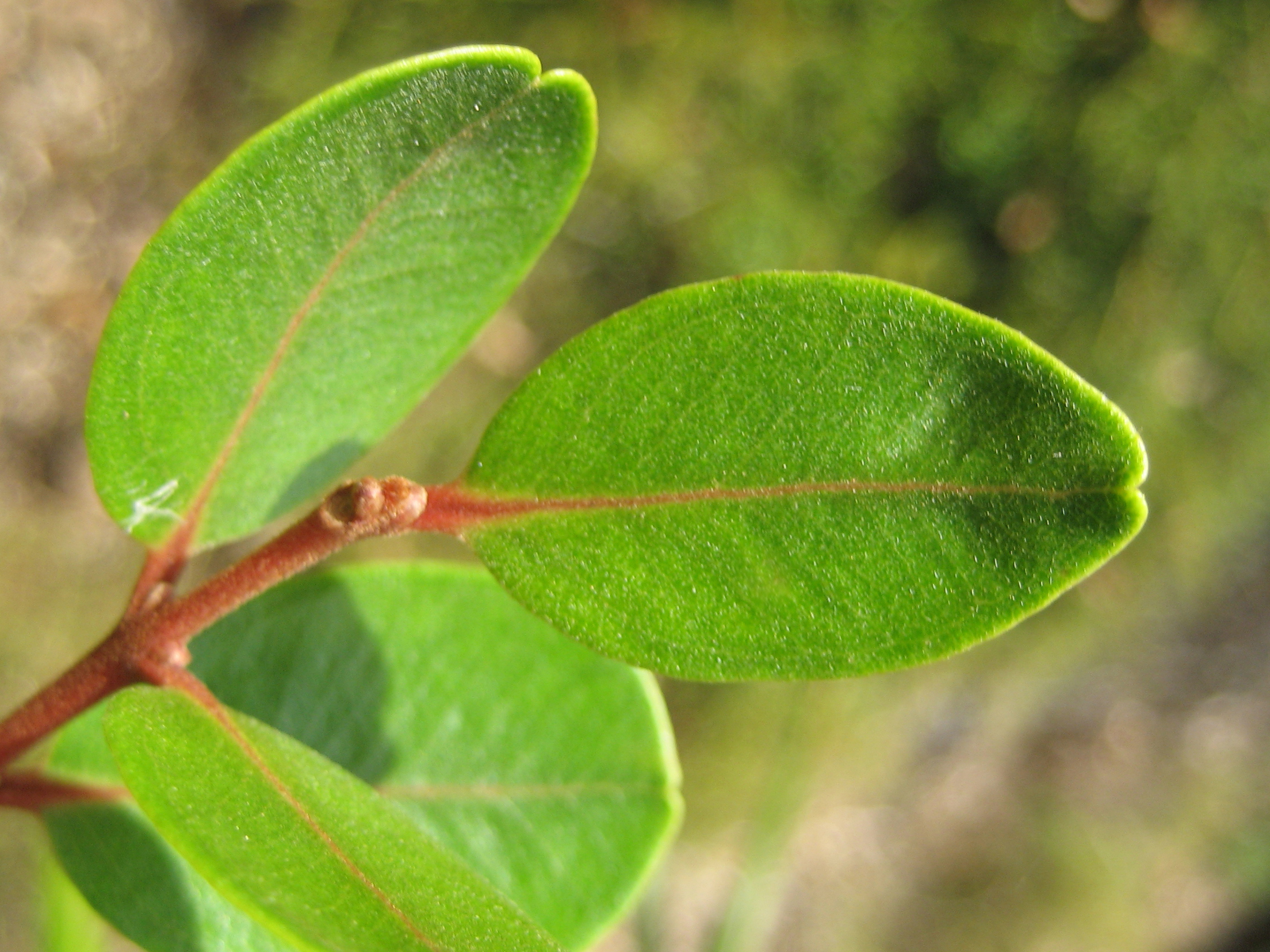
Las hojas del árbol rata del norte tienen una cortadura distintiva en la punta

El árbol rata del norte se encuentra en la Isla del Norte desde Te Paki al norte de Wellington en el sur. Antiguamente muy distribuido, ahora no es frecuente en las grandes extensiones de su anterior distribución y ya no se le encuentra en Hawkes Bay. En la Isla del Sur, el árbol rata del norte es común desde Nelson hasta Greymouth y Hokitika. Alcanza su límite sur cerca del Lago Mahinapua a 42° latitud. El hábitat natural es los bosques a lo largo de las costas y en las tierras bajas.  Anteriormente, junto con el rimu (Dacrydium cupressinum) fue uno de los árboles dominantes en un tipo de formación forestal conocida como bosque rimu/rata.

## Descripción

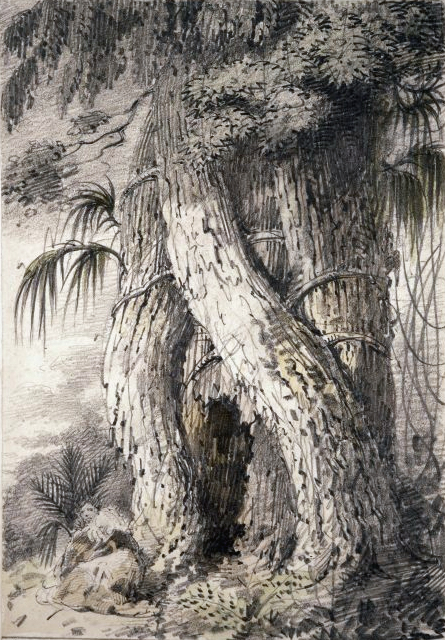
Una escena del mostrando las raíces descendentes del árbol rata del norte enlazado por raíces envolventes, todas rodeando un árbol huésped muerto y decadente

El árbol rata del norte es un árbol macizo, fácilmente distinguible de otras especies de Metrosideros por sus hojas verde oscuras y aterciopeladas que miden 25-50 mm de longitud por 15-25 mm de ancho, y tienen una ruptura distintiva en la punta. Las hojas jóvenes son generalmente rosas con finos vellos de color óxido que gradualmente se caen mientras el follaje madura pero tiende a persistir en la vena central y en las partes cercanas de la base de la hoja. Las flores nacen en racimos de las puntas de las ramas, son una masa de estambres escarlata. La floración está en su pico entre noviembre y enero, y las semillas toman un año o un poco más en madurar. La corteza es usualmente café o verde-café y algo acorchada y provee un estrato ideal para las raíces de plantas epífitas como especies de Astelia y Freycinetia banksii (kiekie). La madera es café rojiza. Y la manera de su crecimiento resulta en un grano torcido.

## Hábito de crecimiento hemiepifítico
El árbol rata del norte empieza su vida como una hemihepífita, y el árbol resultante tiene un tronco hueco de hasta 4 m de diámetro compuesto de raíces enredadas que encierran un espacio dejado por el antiguo árbol huésped. En tiempos antiguos el árbol fue descrito como 'estrangulador', sin embargo pudiera ser que el rata del norte se puede establecer en árboles que ya están en declive. El árbol huésped del rata del norte es usualmente Dacrydium cupressinum (rimu). El rata del norte usualmente crece en bosques de madera dura de podocarpos y hayas australes. Está con frecuencia asociado con especies como Knightia excelsa (rewarewa), Beilschmiedia tawa (tawa), Elaeocarpus dentatus (hinau), Kunzea ericoides (kanuka), Dacrycarpus dacrydioides (kahikatea), Pterophylla racemosa (kamahi), Dysoxylum spectabile (kohekohe), Laurelia novae-zelandiae (pukatea) y Melicytus ramiflorus (mahoe).

## Conservación
La más grande amenaza para el árbol rata del norte es el mordisqueo del possum (Trichosurus vulpecula), el cual causa un daño severo a las hojas, yemas, flores y brotes jóvenes del árbol. En casos severos esto puede llevar a la muerte del árbol en dos años. 
La situación del árbol ha mejorado a través de los esfuerzos del Proyecto Carmesí (Project Crimson). La hibridación con el pohutukawa (Metrosideros excelsa) es otra amenaza para el árbol rata del norte. El pohutukawa se ha naturalizado en áreas al sur de su rango natural e implica un problema en localidades donde Metrosideros umbellata (árbol rata del sur) está presente. Otras amenazas incluyen la tala para uso de leña, y el clareo del bosque para el desarrollo de carreteras y construcciones.

## Cultivo
El árbol rata del norte puede ser propagado desde la semilla fresca. La viabilidad de la semilla decae rápidamente después de unas pocas semanas o si se permite que se sequen completamente, los esquejes no pegan rápidamente, sin embargo se obtienen mejores resultados si se sumergen en agua antes hasta que aparezcan los primeros brotes.